# Solbjørg Højfeldt
Solbjørg Højfeldt (født 10. juni 1947 i København) er en  dansk skuespillerinde.

## Liv og karriere
Solbjørg Højfeldt startede som hospitalslaborant, men blev uddannet ved Aalborg Teater i 1972-1977. Herefter rejste hun til København, hvor hun har spillet på de fleste af teatrene i tidens løb. Sideløbende hermed har hun medvirket i et mindre antal film, og i de senere år har hun endvidere instrueret flere teaterstykker, blandt andet i Sverige. Dertil kan nævnes, at hun fungerer som underviser på Statens Teaterskole.
Hun er medlem af repræsentantskabet i Dansk Sprognævn og af Uddannelsesrådet for Film og Teater.
Hun er gift med kollegaen Henning Jensen.

### Filmografi
- Verden er fuld af børn (1980)
- Langturschauffør (1981)
- Slingrevalsen (1981)
- Den ubetænksomme elsker (1982)
- Zappa (1983)
- Rainfox (1984)
- Vera (kortfilm, 1984)
- Oviri (1986)
- Drengene fra Sankt Petri (1991)
- Riget I (1994)
- Operation Cobra (1995)
- Davids bog (1996)
- Riget II (1997)
- Sekten (1997)
- Motello (1998)
- Klinkevals (1999)
- Blinkende lygter (2000)
- Fruen på Hamre (2000)
- Brødre (2004)
- Hannah Wolfe (2004)
- No Right Turn (2006)
- Velsignelsen (2009)
- Simon & Malou (2009)
- Darling (2017)
- Selvmordsturisten (2019)

### Udvalgte tv-produktioner
- Henover Midten (1982)
- Gøngehøvdingen – 1992 som Fru Elsebeth Buchwald.
- Riget og Riget II (1994 og 1997)
- TAXA (1997-1999)
- Karrusel (1998)
- Skjulte spor (2000-2001)
- Den serbiske dansker (2001)
- Langt fra Las Vegas (2000-2003)
- Forbrydelsen (2007)
- Herrens Veje (2017)

## Priser og hædersbevisninger
- 1982: Bodilprisen for bedste kvindelige hovedrolle i Slingrevalsen[2]
- 1997: Modtager af Karen Bergs Mindelegat
- 2002: Modtager af Tagea Brandts Rejselegat